# Distretto di Haibara
Il distretto di Haibara (榛原郡?, Haibara-gun) è uno dei distretti della prefettura di Shizuoka, in Giappone.
Attualmente fanno parte del distretto i comuni di Kawanehon e Yoshida.
| Controllo di autorità | VIAF (EN) 254710117 · NDL (EN, JA) 00279510 |